# قطعنامه ۲۰۹۷ شورای امنیت
قطعنامهٔ ۲۰۹۷ شورای امنیت سازمان ملل متحد سندی بین‌المللی دربارهٔ وضعیت در سیرالئون است. این قطعنامه طی نشست شورای امنیت سازمان ملل متحد در تاریخ ۲۶ مارس ۲۰۱۳ میلادی با ۱۵ رأی موافق، ۰ مخالف و ۰ ممتنع به تصویب رسید.